# ISO 15693
 ISO 15693  és un estàndard ISO per a les "Targetes de Veïnatge" (en anglès Vicinity Cards), són unes targetes que poden ser llegides des d'una distància més llarga que les targetes de proximitat semblants al teletac de les autopistes.
El sistema ISO 15693 opera a una freqüència de 13.56 MHz, i ofereix una distància màxima de lectura d'entre 1 i 1,5 metres.